# Список дипломатических миссий Сальвадора

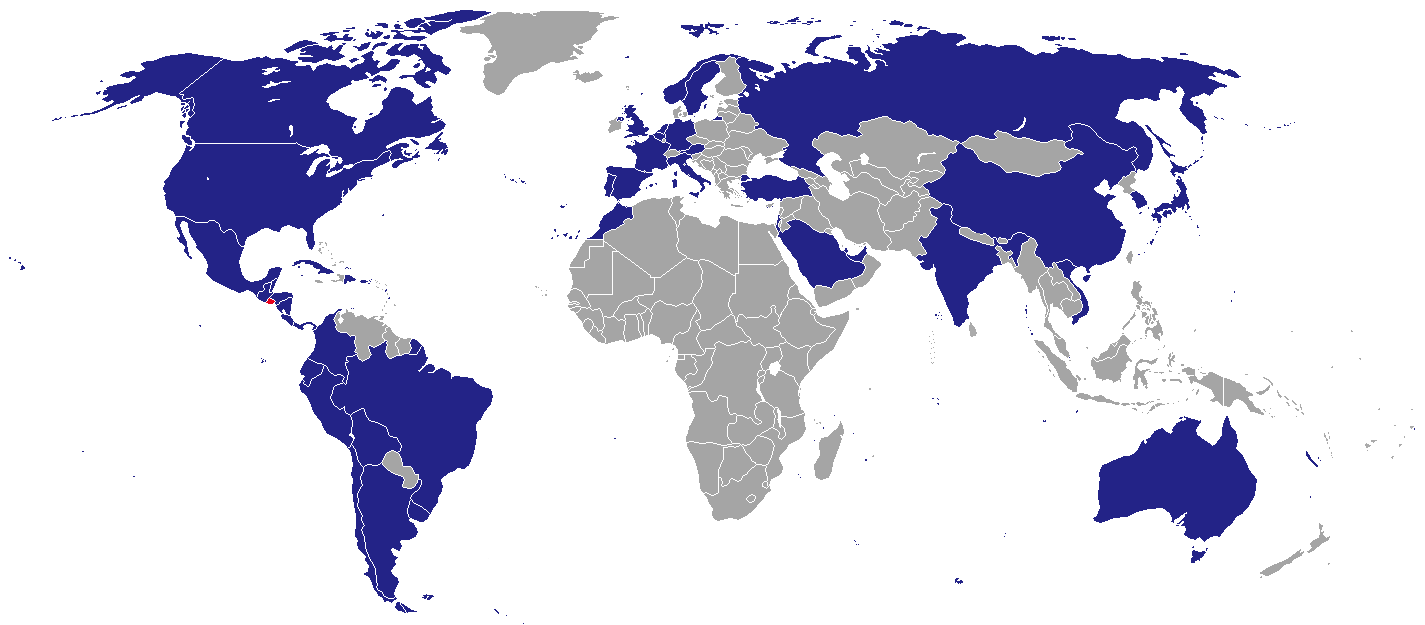

Список дипломатических миссий Сальвадора — дипломатические представительства сосредоточены преимущественно с странах Америки и Западной Европы. Одной из особенностей внешней политики Сальвадора является его признание Иерусалима столицей Израиля. Посольство Сальвадора в Израиле поэтому расположено не в Тель-Авиве, а в Иерусалиме.

## Европа
- Австрия, Вена (посольство)
- Бельгия, Брюссель (посольство)
- Франция, Париж (посольство)
- Германия, Берлин (посольство)
- Ватикан (посольство)
- Италия, Рим (посольство)
  - Милан (генеральное консульство)
- Нидерланды, Гаага (посольство)
- Испания, Мадрид (посольство)
- Швеция, Стокгольм (посольство)
- Швейцария, Женева (посольство)
- Великобритания, Лондон (посольство)
- Россия, Москва (посольство)

## Северная Америка
- Белиз, Бельмопан (посольство)
- Канада, Оттава (посольство)
  - Монреаль (генеральное консульство)
  - Торонто (генеральное консульство)
  - Ванкувер (генеральное консульство)
- Коста-Рика, Сан-Хосе (посольство)
- Куба, Гавана (посольство)
- Доминиканская Республика, Санто-Доминго (посольство)
- Гватемала, Гватемала (посольство)
- Гондурас, Тегусигальпа (посольство)
  - Чолутека (генеральное консульство)
  - Сан-Педро-Сула (Consulate)
- Мексика, Мехико (посольство)
  - Монтеррей (генеральное консульство)
  - Тапачула (генеральное консульство)
  - Веракрус (генеральное консульство)
  - Акаюкан (консульство)
  - Арриага (консульство)
- Никарагуа, Манагуа (посольство)
  - Чинандега (генеральное консульство)
- Панама, Панама (посольство)
- Тринидад и Тобаго, Порт-оф-Спейн (посольство)
- США, Вашингтон (посольство)
  - Орора (генеральное консульство)
  - Бостон (генеральное консульство)
  - Брентвуд (генеральное консульство)
  - Чикаго (генеральное консульство)
  - Корал-Гейблс (генеральное консульство)
  - Даллас (генеральное консульство)
  - Элизабет (генеральное консульство)
  - Хьюстон (генеральное консульство)
  - Лас-Вегас (генеральное консульство)
  - Лос-Анджелес (генеральное консульство)
  - Нью-Йорк (генеральное консульство)
  - Санта-Ана (генеральное консульство)
  - Сан-Франциско (генеральное консульство)
  - Тусон (генеральное консульство)
  - Вудбридж (генеральное консульство)

## Южная Америка
- Аргентина, Буэнос-Айрес (посольство)
- Бразилия, Бразилиа (посольство)
  - Салвадор (генеральное консульство)
- Чили, Сантьяго (посольство)
- Колумбия, Богота (посольство)
- Эквадор, Кито (посольство)
- Перу, Лима (посольство)
- Уругвай, Монтевидео (посольство)
- Венесуэла, Каракас (посольство)

## Азия
- Израиль, Иерусалим (посольство)
- Катар, Доха (посольство)
- Тайвань, Тайбэй (посольство)
- Индия, Нью-Дели  (посольство)
- Япония, Токио (посольство)
- Южная Корея, Сеул (посольство)

## Океания
- Австралия, Мельбурн (генеральное консульство)

## Международные организации
- - Брюссель (миссия при ЕС)
  - Женева (постоянная миссия при учреждениях ООН)
  - Нью-Йорк (постоянная миссия при ООН)
  - Париж (постоянная миссия при ЮНЕСКО)
  - Рим (постоянная миссия при ФАО)
  - Вашингтон (постоянная миссия при ОАГ)